# Janolin
Janolin – wieś w Polsce położona w województwie łódzkim, w powiecie rawskim, w gminie Rawa Mazowiecka.
W latach 1975–1998 miejscowość administracyjnie należała do województwa skierniewickiego.